# Mizuage
 (avril 2014).
Si vous disposez d'ouvrages ou d'articles de référence ou si vous connaissez des sites web de qualité traitant du thème abordé ici, merci de compléter l'article en donnant les références utiles à sa vérifiabilité et en les liant à la section « Notes et références ».
Le mizuage (水揚げ, prononcer « mi-dzu-a-gué », littéralement « élever l'eau ») était une étape fondamentale de la formation des geishas japonaises : elle marquait la fin de leur apprentissage en tant que maiko par leur passage à l'âge adulte.

## Déroulement
Quand la geisha qui l'avait formée l'en jugeait digne, on coupait symboliquement la houppe de la maiko. On donnait ensuite une fête en son honneur. Une fois la cérémonie achevée, l'ex-apprentie était autorisée à « changer de col », c'est-à-dire qu'elle pouvait arborer le col blanc caractéristique des geishas au lieu du rouge porté par les maiko. Elle changeait également de coupe de cheveux, passant de la coupe momoware des apprenties à l'ofuku propre aux femmes plus âgées.
Dans Mémoires d'une geisha, de Yuki Inoue, le mizuage, rite de passage à l'âge adulte, se traduit par la perte de virginité. Le mizuage décrit a lieu peu après la guerre russo-japonaise.